# Treno Alta Frequentazione

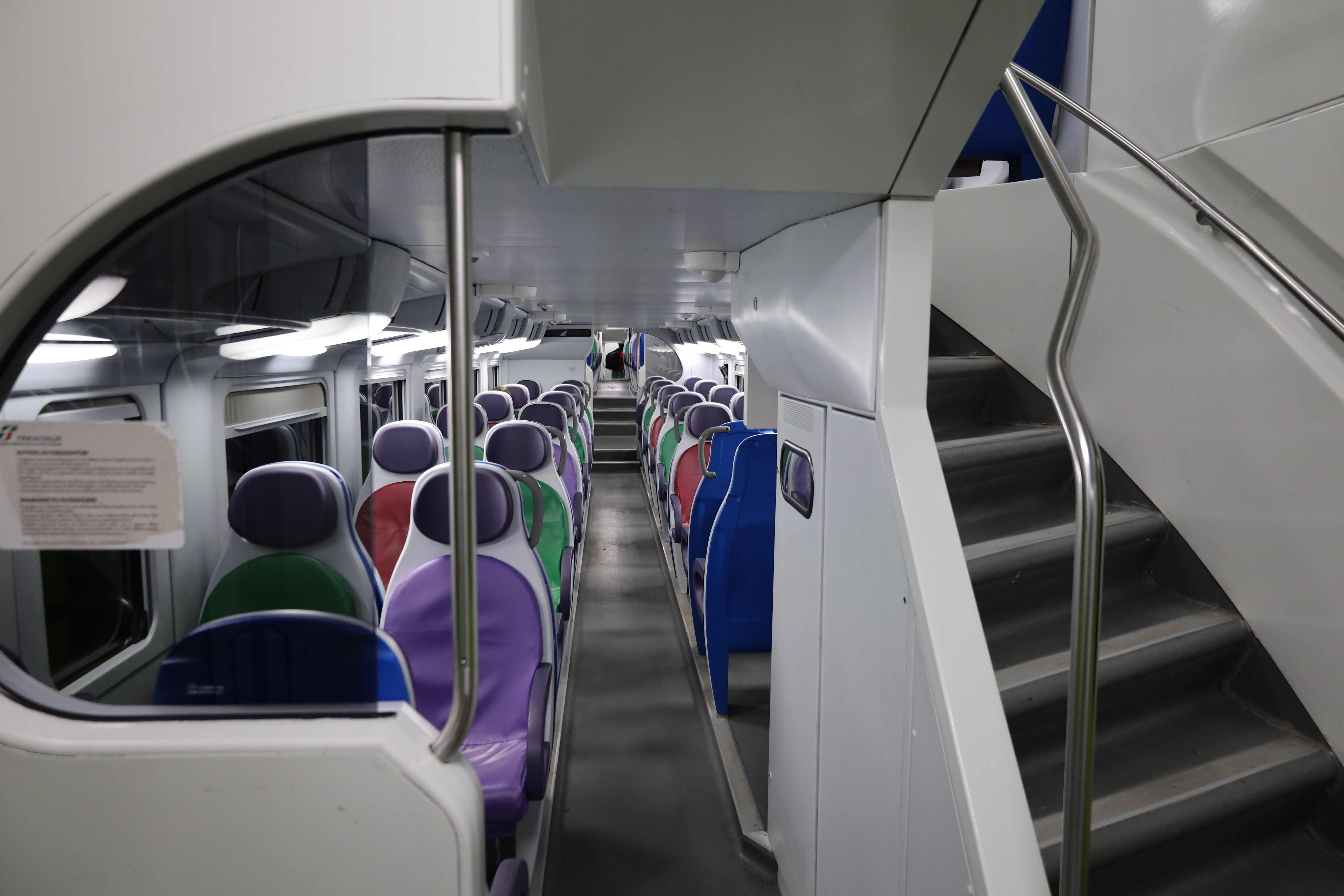
Blick ins Untergeschoss

Der Treno Alta Frequentazione (TAF), auch bekannt unter dem technischen Namen ALe 426/506, ist ein italienischer doppelstöckiger Elektrotriebzug. Insgesamt 100 Fahrzeuge wurden von 1996 bis 2004 für verschiedene Bahngesellschaften gebaut. Die stets aus vier Wagen bestehenden TAF wurden zum Treno Servizio Regionale weiterentwickelt, der aus drei bis sechs Wagen bestehen kann.

## Geschichte
Die ersten Wagen wurden am 12. Mai 1997 von den Breda-Werken in Pistoia geliefert.
Nach einigen Monaten von Probefahrten kamen ab dem 24. Mai 1998 die ersten Triebzüge auf die römische Vorortlinie FM1.
Am 1. Juni desselben Jahres kam auch der erste Zug für die Ferrovie Nord Milano, der ab dem 21. Juli erprobt wurde.
2025 begann die Trenitalia die Ausmusterung der ersten Fahrzeuge. Sie werden an Marokko weitergegeben.

## Konstruktion und Ausstattung
Der Treno Alta Frequentazione wurde für den Regionalverkehr in die Städte konzipiert. Das Design der von AnsaldoBreda produzierten Züge stammt vom italienischen Designer Pininfarina. Die Züge bestehen aus vier miteinander verbundenen Wagen und besitzen auf beiden Seiten 8 doppeltürige Schwenkschiebetüren, was eine Gesamtanzahl von vier Türen je Wagen, beziehungsweise 16 Türen je Triebzug, ergibt. Die Wagen sind doppelstöckig. Die Einstiege befinden sich auf mittlerer Höhe zwischen dem Untergeschoss und der mittleren Ebene über den Drehgestellen, wobei das Obergeschoss direkt über eine Treppe in Richtung Wagenmitte erreichbar ist.
Die Gesamtlänge eine Zuges beträgt rund 104 Meter. Sie sind mehrfachtraktionsfähig.

### Fahrgasträume
Die Fahrgasträume des Treno Alta Frequentazione sind einklassig ausgeführt und enthalten pro Sitzreihe 4 Sitze in der Konfiguration 2+2. Die Züge sind vollklimatisiert und haben eine Gesamtkapazität von 841 Passagieren, darunter 469 Sitzplätze und ein Platz für die Beförderung von Passagieren mit eingeschränkter Mobilität.

## Einsatz
Italien
- Ferrovie Nord Milano Insgesamt 27 Züge, wovon einige für den Malpensa Express eingesetzt werden. Deswegen haben sie eine andere Lackierung erhalten.
- Trenitalia

 Marokko
- Office National des Chemins de Fer Für die Strecke zwischen Fes und Casablanca. Die Fahrzeuge sind anstatt für 140 km/h für 160 km/h zugelassen und sind als Z2M eingereiht.